# John Barnes (warenhuis)
John Barnes was een warenhuis aan de Finchley Road in Noordwest-Londen. Het heeft bestaan van 1900 tot 1981.

## Geschiedenis
In 1898 wilden zes detailhandelaren onder het voorzitterschap van John Barnes, die directeur was van Barkers of Kensington, een warenhuis openen. Maar voordat de winkel opende kwam John Barnes om bij een scheepvaartongeval voor de kust van Guernsey in 1899. 
In 1900 openden de overgebleven oprichters hun winkel op Finchley Road onder de naam van hun omgekomen voorzitter. Het warenhuis besloeg 14 winkels en verschillende huizen en omvatte een centrale personenlift. De winkel had vier verdiepingen en bood werk aan meer dan 400 medewerkers. De winkel had in het eerste jaar een omzet van £ 125.000, maar maakte pas winst in 1905.
In 1926 werd het bedrijf gekocht door de nieuw gevormde Selfridge Provincial Stores-groep. Na de aankoop werd de bedrijfsvoering gemoderniseerd. Dit was zo succesvol dat de winkel in 1935 naar een ontwerp van architect T.P. Bennett in een voor die tijd moderne stijl kon worden verbouwd. De nieuwe winkel besloeg drie van de acht verdiepingen, op de vijf erboven kwamen 96 appartementen. Het gebouw staat bekend als St John's Court.
Door het uiteenvallen van de Selfridge Provincial Store-groep in 1940 werd John Barnes onderdeel van het John Lewis Partnership. Het bedrijf floreerde na de Tweede Wereldoorlog, het was een van de weinige bedrijven dat niet getroffen was door een Duitse bombardement. Het warenhuis werd steeds meer afhankelijk van de Food Hall om winstgevend te blijven. Na de opening van het Brent Cross- winkelcentrum in 1976 met daarin een John Lewis-warenhuis zorgde voor verdere achteruitgang. In januari 1981 werd de zaak gesloten, waarbij 253 medewerkers hun baan verloren. 
Het gebouw huisvestte hierna een supermarkt en appartementen. Op 2 februari 1981 heropende de winkel op uitsluitend de begane grond als Waitrose John Barnes. De kelder werd omgevormd tot een parkeergarage voor klanten.  